# Beiying Linchang (bondby i Kina, Heilongjiang Sheng, lat 48,08, long 129,84)
Beiying Linchang (kinesiska: 北影林场) är en bondby i Kina. Den ligger i provinsen Heilongjiang, i den nordöstra delen av landet, omkring 360 kilometer nordost om provinshuvudstaden Harbin. Antalet invånare är 382. Befolkningen består av 200 kvinnor och 182 män. Barn under 15 år utgör 7,0 %, vuxna 15-64 år 78 %, och äldre över 65 år 14,0 %.
Runt Beiying Linchang är det ganska tätbefolkat, med 155 invånare per kvadratkilometer. Närmaste större samhälle är Xiaoshan Linchang, 11,3 km öster om Beiying Linchang. I omgivningarna runt Beiying Linchang växer i huvudsak blandskog.
Genomsnittlig årsnederbörd är 1 007 millimeter. Den regnigaste månaden är juli, med i genomsnitt 254 mm nederbörd, och den torraste är januari, med 11 mm nederbörd.